# Bukóc (Sztropkói járás)
Bukóc (szlovákul: Bukovce) község Szlovákiában, az Eperjesi kerület Sztropkói járásában.

## Fekvése
Sztropkótól 9 km-re északkeletre, a Hocsai-patak partján fekszik.

## Története
Az uradalmat 1364-ben kapta Czudar Péter I. Lajos királytól. A település kiterjedt erdeiről kapta a nevét. 1379-ben „Bokoch” néven említik először a szorocsányi uradalom részeként, a Cudar család birtoka volt. Nevét a szláv buk (= bükk) főnévből kapta. 1414-ben „Bwkolch” néven említi oklevél. A 16. század közepén a kipusztult lakosság pótlására ruszinokat telepítettek ide. Ekkor jelenik meg Kisbukóc külön faluként, míg a korábbi települést nem sokkal később Nagybukócként említik.
1920 előtt mindkét település Zemplén vármegye Sztropkói járásához tartozott.
Kis- és Nagybukócot 1964-ben egyesítették Bukóc néven.

## Népessége
| Év:            | 1994. | 2004.    | 2014.   | 2024.   |
| -------------- | ----- | -------- | ------- | ------- |
| Emberek száma: | 489   | 562      | 535     | 554     |
| Eltérés:       |       | +14,92 % | -4,80 % | +3,55 % |

| Év:            | 2023. | 2024.   |
| -------------- | ----- | ------- |
| Emberek száma: | 550   | 554     |
| Eltérés:       |       | +0,72 % |

2001-ben 590 lakosából 542 szlovák és 35 ruszin volt.
2011-ben 524 lakosából 441 szlovák és 50 ruszin volt.

## Nevezetességei
- Szent Demeter tiszteletére szentelt temploma 1891-ben épült neobarokk stílusban.
- A Bukova-domb (Buková Hőrka) nevű magaslaton áll a 18. században épített templom és kolostor, ahol nagy vallási ünnepségeket tartanak. A hozzá vezető régi zarándokút a Jozefova cesta. A kolostor a szlovák és lengyel zarándokok kedvelt búcsújáróhelye.
- A falu környéke kedvelt kirándulóhely, ahol nyáron a természetjárók, télen a sielők találnak nagyszerű terepeket.

## Lásd még
- Kisbukóc
- Nagybukóc